# Шелбивил (Тенеси)
Шелбивил (енгл. Shelbyville) град је у америчкој савезној држави Тенеси.

## Демографија
По попису из 2010. године број становника је 20.335, што је 4.23 (26,3%) становника више него 2000. године.
| Група             | 2000.          | 2010.          |
| Белци             | 11.056 (68,6%) | 12.803 (63,0%) |
| Афроамериканци    | 2.412 (15,0%)  | 2.860 (14,1%)  |
| Азијати           | 112 (0,7%)     | 141 (0,7%)     |
| Хиспаноамериканци | 2.343 (14,5%)  | 4.127 (20,3%)  |
| Укупно            | 16.105         | 20.335         |